# POMT2
Protein O-manozil-transferaza 2 je enzim koji je kod ljudi kodiran genom POMT2.

## Literatura
- Bonaldo MF, Lennon G, Soares MB (1997). „Normalization and subtraction: two approaches to facilitate gene discovery”. Genome Res. 6 (9): 791—806. PMID 8889548. doi:10.1101/gr.6.9.791 .
- Strausberg RL; Feingold EA; Grouse LH;  . (2003). „Generation and initial analysis of more than 15,000 full-length human and mouse cDNA sequences”. Proc. Natl. Acad. Sci. U.S.A. 99 (26): 16899—903. Bibcode:2002PNAS...9916899M. PMC 139241 . PMID 12477932. doi:10.1073/pnas.242603899 .
- Heilig R; Eckenberg R; Petit JL;  . (2003). „The DNA sequence and analysis of human chromosome 14”. Nature. 421 (6923): 601—7. Bibcode:2003Natur.421..601H. PMID 12508121. doi:10.1038/nature01348 .
- Manya H; Chiba A; Yoshida A;  . (2004). „Demonstration of mammalian protein O-mannosyltransferase activity: Coexpression of POMT1 and POMT2 required for enzymatic activity”. Proc. Natl. Acad. Sci. U.S.A. 101 (2): 500—5. Bibcode:2004PNAS..101..500M. PMC 327176 . PMID 14699049. doi:10.1073/pnas.0307228101 .
- Ota T; Suzuki Y; Nishikawa T;  . (2004). „Complete sequencing and characterization of 21,243 full-length human cDNAs”. Nat. Genet. 36 (1): 40—5. PMID 14702039. doi:10.1038/ng1285 .
- Gerhard DS; Wagner L; Feingold EA;  . (2004). „The Status, Quality, and Expansion of the NIH Full-Length cDNA Project: The Mammalian Gene Collection (MGC)”. Genome Res. 14 (10B): 2121—7. PMC 528928 . PMID 15489334. doi:10.1101/gr.2596504.
- van Reeuwijk J; Janssen M; van den Elzen C;  . (2006). „POMT2 mutations cause α-dystroglycan hypoglycosylation and Walker-Warburg syndrome”. J. Med. Genet. 42 (12): 907—12. PMC 1735967 . PMID 15894594. doi:10.1136/jmg.2005.031963.
- Kimura K; Wakamatsu A; Suzuki Y;  . (2006). „Diversification of transcriptional modulation: Large-scale identification and characterization of putative alternative promoters of human genes”. Genome Res. 16 (1): 55—65. PMC 1356129 . PMID 16344560. doi:10.1101/gr.4039406.
- Akasaka-Manya K; Manya H; Nakajima A;  . (2006). „Physical and functional association of human protein O-mannosyltransferases 1 and 2”. J. Biol. Chem. 281 (28): 19339—45. PMID 16698797. doi:10.1074/jbc.M601091200 .
- Yanagisawa A; Bouchet C; Van den Bergh PY;  . (2007). „New POMT2 mutations causing congenital muscular dystrophy: identification of a founder mutation” (PDF). Neurology. 69 (12): 1254—60. PMID 17634419. S2CID 26108950. doi:10.1212/01.wnl.0000268489.60809.c4.
- Biancheri R; Falace A; Tessa A;  . (2007). „POMT2 gene mutation in limb-girdle muscular dystrophy with inflammatory changes”. Biochem. Biophys. Res. Commun. 363 (4): 1033—7. PMID 17923109. doi:10.1016/j.bbrc.2007.09.066.

## Spoljašnje veze
- GeneReviews/NCBI/NIH/UW entry on Congenital Muscular Dystrophy Overview